# Wibke von Bonin

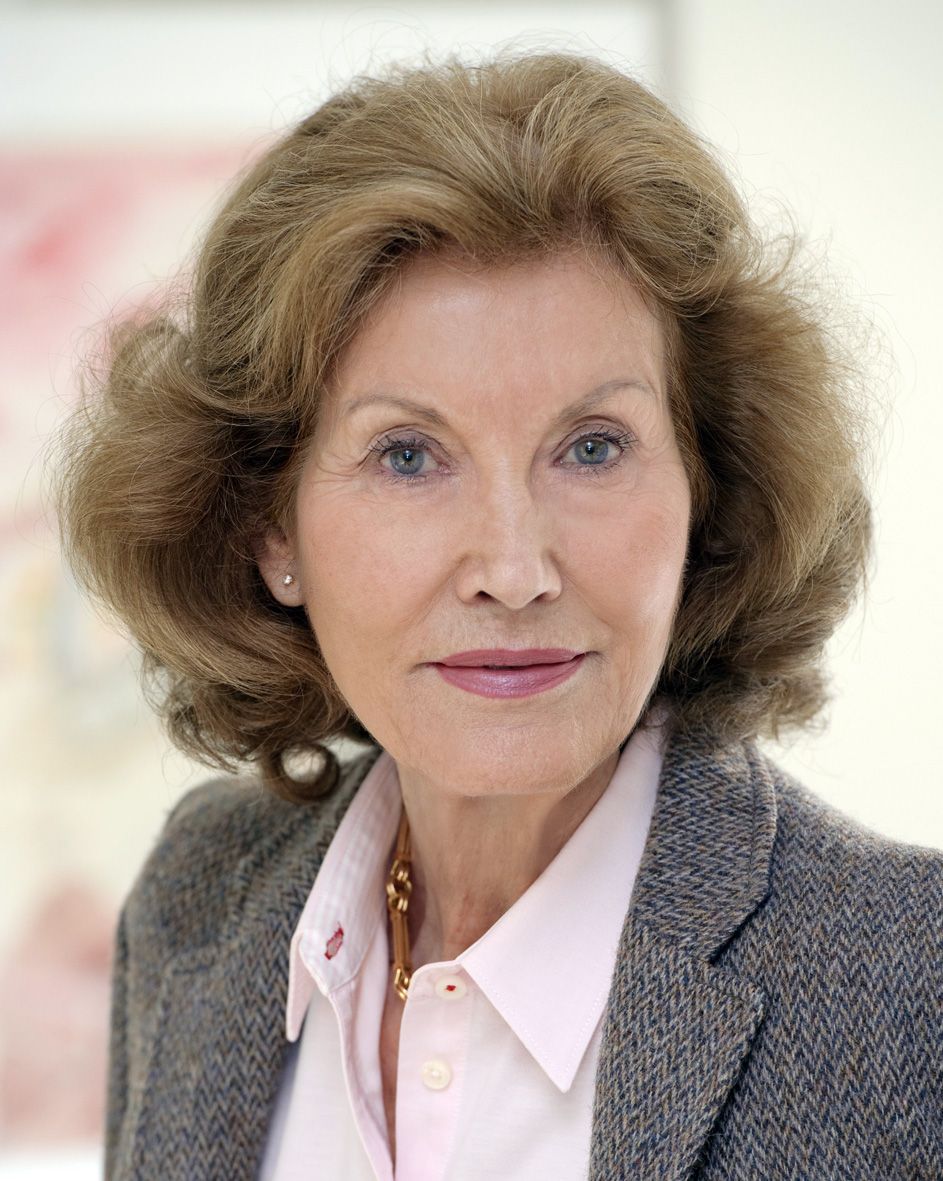
Wibke von Bonin (2012)

Wibke von Bonin (* 17. April 1936 in Kiel) ist eine deutsche Kulturhistorikerin und -publizistin. Sie war Fernsehredakteurin für bildende Kunst und Architektur im Westdeutschen Rundfunk Köln (WDR).

## Leben und Werk
Wibke Anna Rose von Bonin machte ihr Abitur 1957 an der Ricarda-Huch-Schule (Kiel). Sie studierte, gefördert durch die Studienstiftung des deutschen Volkes, die Fächer Germanistik, Romanistik und Kunstgeschichte in Kiel und Berlin. Zur Vorbereitung ihrer Dissertation zog sie nach Paris und promovierte bei Harald Weinrich. Nach der Promotion 1965 wurde sie wissenschaftliche Assistentin an der Staatlichen Kunsthalle Baden-Baden. Dort organisierte sie – zusammen mit Harald Szeemann – eine Ausstellung über Kinetische Kunst. 1966 wechselte sie nach Köln zum WDR-Fernsehen. Dort wurde sie mit dem Aufbau der Redaktion Bildende Kunst betraut, die sie bis 1996 leitete.
Anschließend zog sie nach England, heiratete John Mark Essington-Boulton und kehrte nach dessen Tod 2001 wieder nach Köln zurück.
Während ihrer Zeit beim WDR war Wibke von Bonin jährlich für ca. 50 Sendungen verantwortlich. Ihre Schwerpunkte waren die zeitgenössische Kunst, Architektur, Avantgarde und neue Medien. Sie unternahm Atelierbesuche und veröffentlichte Porträts vieler Künstler aus Deutschland und dem Ausland.
Als freie Kulturjournalistin publiziert sie in Büchern, Zeitschriften und Kunstkatalogen und kuratiert Ausstellungen zur zeitgenössischen Kunst.
Sie erhielt mehrere deutsche und internationale Auszeichnungen, darunter 1986 die Goldene Kamera für die 1000 Meisterwerke und 1988 den DAI-Literaturpreis. Sie ist Mitglied der Association Internationale des Critiques d’Art (AICA) und der DGPh (Deutsche Gesellschaft für Photographie).

## 1000 Meisterwerke
Ursprünglich als 100 Great Paintings von Edwin Mullins für die BBC entwickelt, unternahm Wibke von Bonin zwischen 1981 und 1994 die deutsche Umsetzung dieser Serie und führte sie dann als 1000 Meisterwerke mit verändertem Konzept fort. Sie übersetzte auch das Begleitbuch ins Deutsche und gab weitere Begleitbücher selber heraus.